# Fuerza Aérea Uruguaya
La Fuerza Aérea Uruguaya (abreviada como FAU) es la rama aérea de las Fuerzas Armadas de la República Oriental del Uruguay. Fue inicialmente parte del Ejército Nacional, formándose como una rama independiente el 4 de diciembre de 1953. Es la fuerza más joven y pequeña del país, contando con unos 2800 efectivos. En 1993, se convirtió en la primera fuerza aérea latinoamericana que permitió el ingreso de mujeres para convertirse en pilotos militares. Producto de ello, y tras su pasaje por la Escuela Militar de Aeronáutica, dos de sus integrantes se convirtieron en las primeras pilotos de combate de América Latina, volando solas en aviones A-37B e IA-58A.

## Historia

### Orígenes

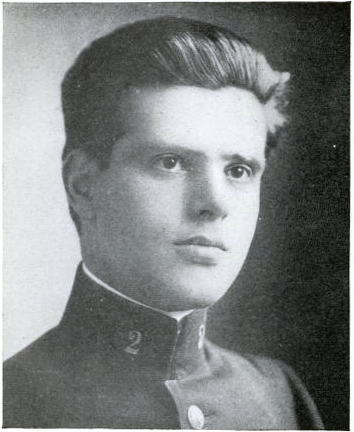
El General Cesáreo L. Berisso en su juventud.

Si bien la Fuerza Aérea fue establecida el 4 de diciembre de 1953 mediante la Ley N.° 12.070, los orígenes de la aviación militar en Uruguay se remontan al 17 de marzo de 1913, cuando se creó la Escuela de Aviación Militar en Los Cerrillos, Canelones. Allí se impartieron cursos teóricos y prácticos, a cargo del piloto e instructor francés Marcel Paillete, para un grupo de 10 oficiales del Ejército Nacional, que se presentaron voluntariamente. Aquel campo se convirtió entonces en el primer aeródromo regular del país, operando con biplanos Farman. Entre este grupo de oficiales se encontraban Juan Manuel Boiso Lanza y Cesáreo Leonardo Berisso, que junto a otros dos oficiales, Adhemar Saenz Lacueva y Esteban Cristi, formaron una segunda y definitiva escuela, la Escuela Militar de Aeronáutica, el 20 de noviembre de 1916. El 10 de agosto de 1918, cuando el Capitán Boiso Lanza se encontraba realizando un vuelo de entrenamiento sobre Pau, Francia, como líder de una escuadrilla de aeronaves Nieuport, falleció al accidentarse durante la fase de aproximación para el aterrizaje, convirtiéndose a los 30 años de edad, en el primer mártir de la aviación militar uruguaya. Paralelamente en Uruguay, la Escuela Militar de Aeronáutica evolucionó, y diversas aeronaves de origen europeo arribaron al país durante la década de los años 1920. Entre algunas de estas aeronaves se encontraban aviones Avro 504K, Breguet 14 o Nieuport 27. 

### Aeronáutica Militar
Con la profesionalización de la aviación militar, y ligado al aumento de sus capacidades y tamaño, en 1935, la Escuela Militar de Aeronáutica se transformó en un arma dependiente del Ejército Nacional, ubicándose entre la infantería, caballería, artillería e ingenieros, bajo la denominación de Aeronáutica Militar, y como la quinta arma del mismo. Algunas de las aeronaves que fueron utilizadas durante este periodo fueron aviones Potez 25, de Havilland DH.82 Tiger Moth o IMAM Ro.37, aún de origen europeo. Sin embargo, la dominante presencia de aeronaves europeas comenzó a ser lentamente reemplazada con aviones de origen estadounidense, como entrenadores Curtiss SNC-1 Falcon o North American T-6 Texan recibidos en 1942, o los primeros aviones bimotores de transporte de Uruguay, Beechcraft AT-11 Kansan y Douglas C-47A Skytrain, en 1947. El auge de esta modernización en la Aeronáutica Militar se produjo especialmente desde 1949, cuando fueron enviados pilotos y técnicos hacia los Estados Unidos de América, para recibir instrucción de vuelo o mantenimiento, por parte de pilotos estadounidenses con experiencia de combate en el Frente Occidental de la Segunda Guerra Mundial, ante la adquisición e incorporación de 11 bombarderos North American B-25J Mitchell y 25 cazas North American F-51D Mustang, junto a otros 3 C-47A. Algunos de estos mismos integrantes también formaron parte de una comisión uruguaya cuyo fin fue fiscalizar los trabajos necesarios para realizar en la flota de aeronaves B-25J y F-51D, que serían finalmente incorporadas en la Aeronáutica Militar, en 1950, y asignadas a los Grupos de Aviación N.° 3 (Bombardeo) y N.° 2 (Caza) respectivamente, en 1951. 

### Creación de la Fuerza Aérea Militar
En 1950, algunas autoridades militares, como el Coronel Medardo R. Farías o el Coronel Oscar D. Gestido, quien posteriormente se convertiría en uno de los presidentes democráticamente electos de Uruguay, comenzaron a proponer y redactar un proyecto de ley que buscó crear una Fuerza Aérea independiente en Uruguay, siguiendo el ejemplo de muchos otros Estados en el mundo, que habían confirmado la importancia estratégica de una aviación militar independiente con base a las lecciones aprendidas durante el transcurso de la Segunda Guerra Mundial. Esta iniciativa, que en un principio tuvo el nombre de Fuerza Aérea Nacional, fue exitosa, creándose el 4 de diciembre de 1953, mediante la Ley N.° 12.070, la Fuerza Aérea Militar. La totalidad de los elementos de infraestructura, material, aeronaves, personal y rubros que hasta el momento le pertenecían a la Aeronáutica Militar, fueron transferidos a la nueva Fuerza Aérea, tal como lo establecía el primer artículo de la ley. A partir de 1956, con el aumento del número de misiones aéreas de transporte aéreo militar hacia el exterior, y quizás para evitar confusiones con la Fuerza Aérea Mexicana (FAM), la Fuerza Aérea Militar comenzó a ser denominada como Fuerza Aérea Uruguaya (FAU), siendo esta inscripción inicialmente escrita sobre los fuselajes de la flota de aeronaves C-47, en letras mayúsculas de color negro y del tipo imprenta. La sigla "FAU" también comenzó a encontrarse sobre el extradós de las alas derechas, y también sobre los intradós de las alas izquierdas, mientras que sobre el timón de dirección de las aeronaves, en lugar de encontrarse la bandera de Uruguay, se continuó usando como distintivo de cola a la Bandera de Artigas, símbolo utilizado desde los orígenes de la aviación militar en Uruguay, por los aviones del Ejército Nacional. La bandera de Uruguay, en cambio, es utilizada hasta la actualidad sobre los timones de dirección de aeronaves de la Armada Nacional. 
En 1956, Uruguay entró en la era de los aviones a reacción con la llegada de cuatro entrenadores estadounidenses Lockheed T-33A, que fueron trasladados en vuelo desde los Estados Unidos por pilotos de la Fuerza Aérea de los Estados Unidos, aterrizando y siendo entregados en el entonces Aeropuerto Nacional de Carrasco. Mediante la instrucción de vuelo impartida en estos aviones, los pilotos uruguayos luego pasaron a volar en cazas a reacción Lockheed F-80C Shooting Star, recibidos en 1958. Ambos tipos de aeronaves operaron con el Grupo de Aviación N. º 2 (Caza) en Carrasco, coexistiendo con los North American F-51D Mustang. Luego, en 1959, se fundó para complementar las operaciones de la aerolínea nacional PLUNA (Primeras Líneas Uruguayas de Navegación Aérea), el Transporte Aéreo Militar Uruguayo (TAMU), que brindó servicios de pasajeros y carga hacia diferentes ciudades ubicadas en el interior del país, para conectarlas con la capital, Montevideo. Este servicio luego se expandió hacia el exterior, realizando vuelos hacia Argentina, Brasil o Paraguay. Aunque TAMU comenzó funcionando con aviones Douglas C-47 Skytrain, su existencia motivó posteriores adquisiciones, de aviones como Fokker F-27, Fairchild Hiller FH-227D, CASA C-212 Aviocar o Embraer C-95 Bandeirante. Durante la década de los años 1960 también fueron creadas otras unidades, y surgió en la organización de la Fuerza Aérea el concepto de los Comandos Aéreos, estableciéndose el Comando Aerotáctico, el Comando Aéreo de Entrenamiento y el Comando Aéreo de Material.

### Modernización

Ceremonia de entrega de las primeras aeronaves de transporte aéreo militar táctico C-95 para la Fuerza Aérea Uruguaya, en lo que se constituyó como la primera exportación de Embraer en toda su historia. São José dos Campos, Brasil, 1975.

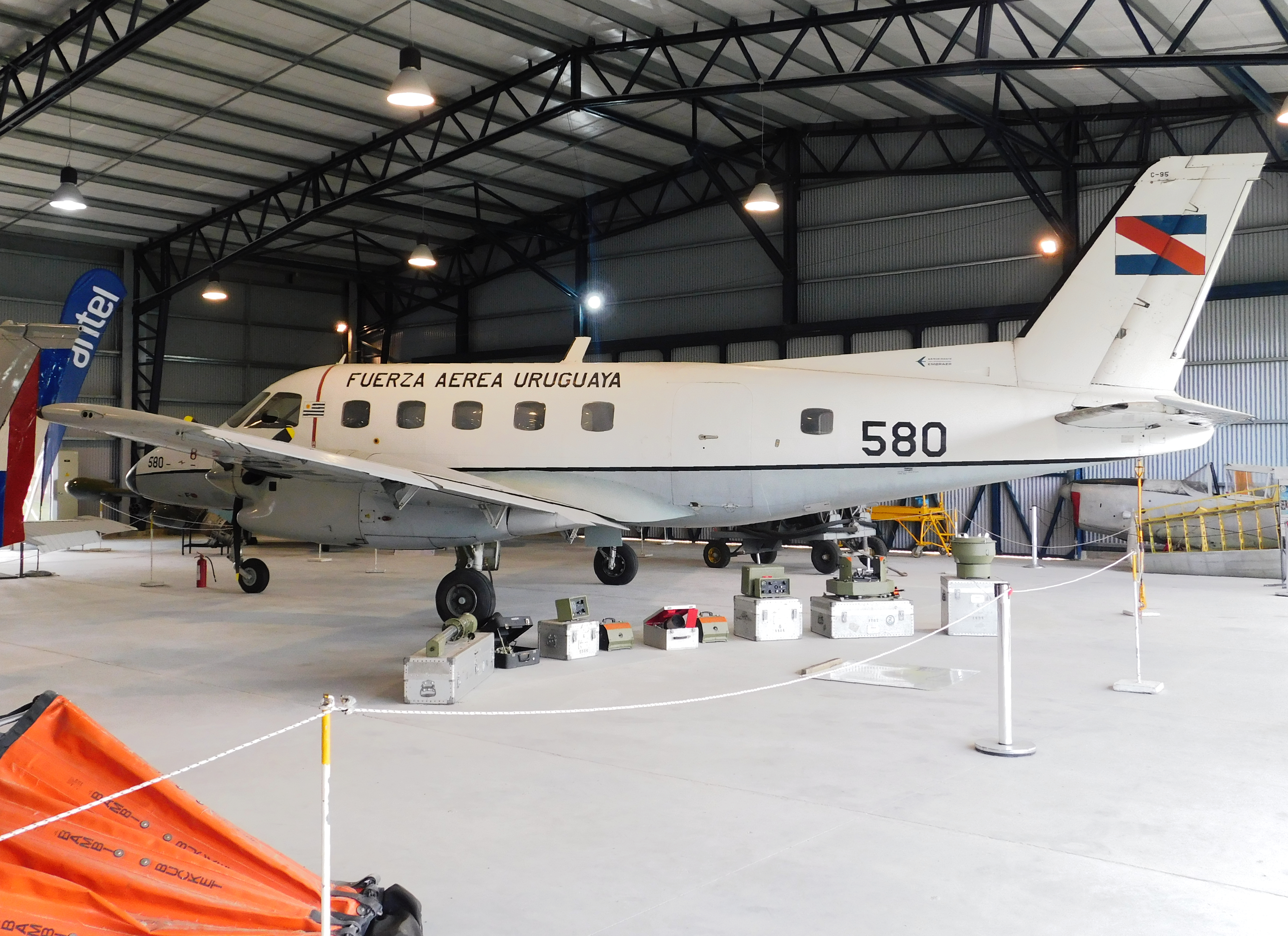
Embraer C-95 Bandeirante de la Fuerza Aérea Uruguaya en exposición dentro del hangar principal del Museo Aeronáutico "Cnel. (Av.) Jaime Meregalli" junto al Aeropuerto Internacional de Carrasco en Canelones, Uruguay. Este avión en particular, producido como un EMB-110C y con el número de serie 110-076, fue la primera aeronave de fabricación brasileña en ser exportada al exterior, siendo adquirida completamente nueva por la Fuerza Aérea Uruguaya en el año 1975. En Uruguay recibió la matrícula militar FAU 580 y la matrícula civil CX-BJJ. El avión prestó sus servicios en el Grupo de Aviación N.º 6 (Transporte) de la Brigada Aérea I y en el Transporte Aéreo Militar Uruguayo (TAMU) entre los años 1975 y 1993. El 27 de abril de 1994, debido a una nueva reglamentación de la Estructura Orgánica de la Fuerza Aérea mediante el Decreto N.º 177/994 del Poder Ejecutivo, la aeronave pasó a formar parte del Escuadrón Aéreo N.º 3 (Transporte), en donde voló hasta su retiro, en el año 2014.

En el año 1970, tras haber utilizado helicópteros Bell H-13 y Hiller UH-12, arribaron a Uruguay los primeros helicópteros a turbina Bell UH-1H. También fueron incorporados helicópteros Bell UH-1B, con la capacidad de ser armados con cohetes. En 1975, la adquisición de cinco aeronaves Embraer C-95 Bandeirante significó la primera exportación del fabricante aeronáutico brasileño Embraer, mientras que la flota de aeronaves combate se reforzó un año después con la llegada de 8 Cessna A-37B Dragonfly, y en 1981 por 6 FMA IA-58A Pucará. 2 helicópteros Bell 212, junto a aviones de transporte CASA C-212 Aviocar que reemplazaron a los antiguos Douglas C-47 Skytrain también fueron recibidos en 1981, junto a un Gates Learjet 35A además, con el objetivo de contar con las capacidades de realizar misiones de aerofotogrametría, traslados presidenciales o entrenar en sofisticados sistemas de navegación OMEGA, predecesores a los actuales GPS. Este L-35A se convirtió en la primera aeronave militar de transporte a reacción del país, pero debido a elevados costos de mantenimiento, fue finalmente veodida en ,988, pero no sin antes llegar a realizar misiones sanitarias de lrgas distacias, trasladando en ocasión las a Wilson Ferreira Aldunate.  En aquel mismo año, 1988, fue retirado de servicio el último C-47 en Uruguay.  

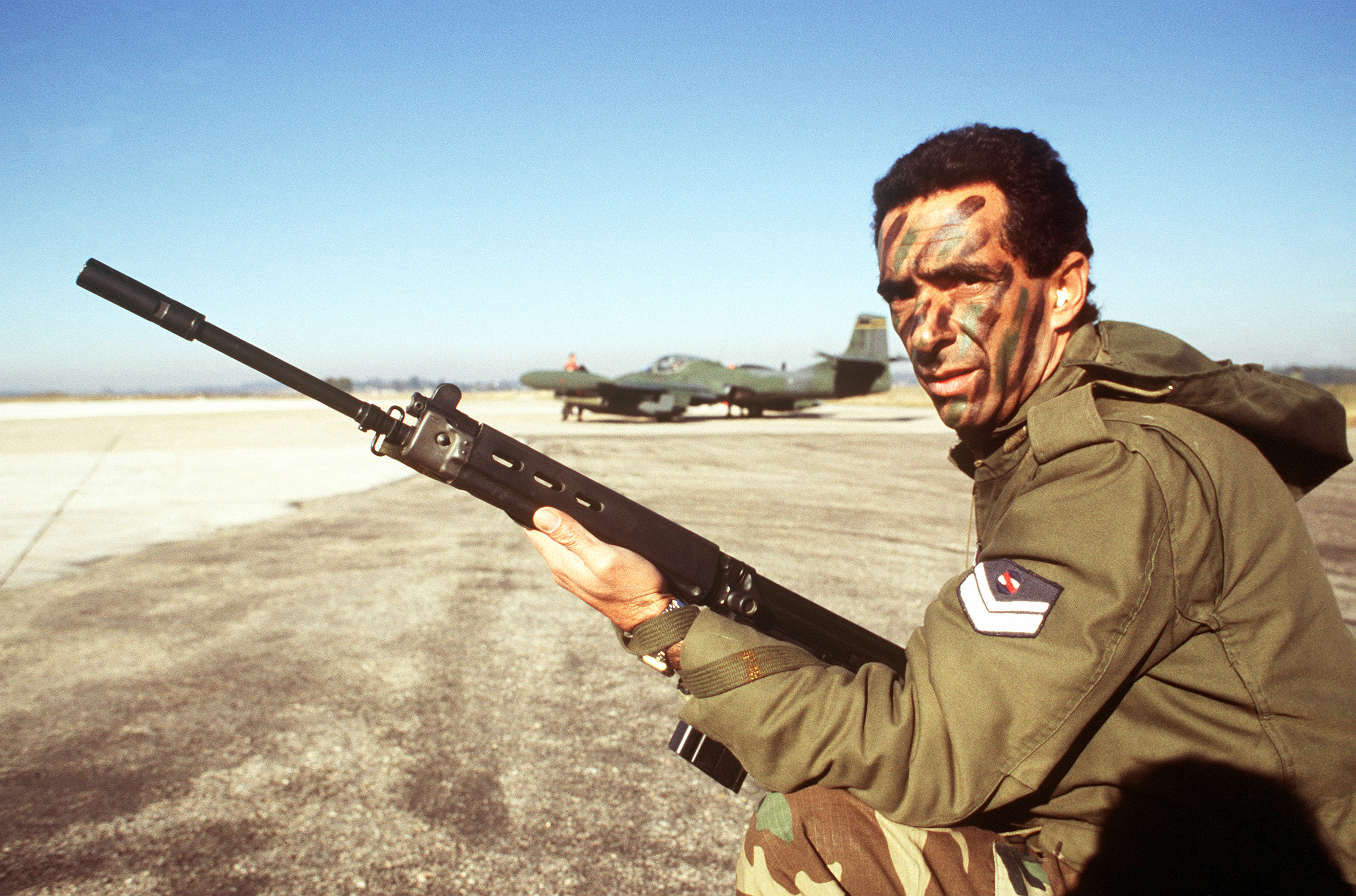
El Sargento de la Fuerza Aérea Uruguaya, Eduardo Aguilar, cumpliendo funciones de Controlador Aéreo Táctico, armado con un fusil FN FAL de 7,62 mm, durante un ejercicio combinado entre el Grupo de Aviación N.° 2 (Caza) de la Fuerza Aérea Uruguaya y el 24.° Escuadrón de Apoyo Aéreo Táctico de la Fuerza Aérea de los Estados Unidos. Detrás, una aeronave Cessna OA-37B Dragonfly estadounidense, en la actual Base Aérea "Tte. 2. ° Mario W. Parallada" de Santa Bernardina, Durazno, 1989.

### Fines delsigloXX
En 1992 se incorporaron tres Lockheed C-130B Hercules, la primera aeronave cuatrimotor y también la más grande alguna vez en servicio durante toda la historia de la aviación militar de Uruguay, destinada a efectuar misiones de largo alcance y facilitar el apoyo de la política exterior del país, como en su proyección antártica. También se adquirieron 6 entrenadores avanzados de origen suizo Pilatus PC-7U Turbo Trainer, reemplazando a los entrenadores Beechcraft T-34 Mentor que eran destinados a cumplir con las fases de entrenamiento avanzado de vuelo para los pilotos de la Fuerza Aérea destinados a la Brigada Aérea II en Durazno.
En 1993, la Fuerza Aérea Uruguaya se convirtió en la primera de América Latina que permitió el ingreso de mujeres para convertirse en oficiales. Producto de ello, y tras su pasaje por la Escuela Militar de Aeronáutica, dos de ellas, María Eugenia Etcheverry y Carolina Arévalos, se convirtieron en las primeras pilotos de combate de América Latina, volando solas en aviones A-37B e IA-58A, respectivamente.
En 1998, la Fuerza Aérea Uruguaya adquirió dos Beechcraft Baron 58, y Uruguay se convirtió en el primer operador de la variante H de la aeronave de aviación general Cessna 206 Stationair, de las cuales se recibieron un total de 10 unidades. En 1999, el Aermacchi SF-260EU fue seleccionado como el nuevo entrenador primario de la institución, adquiriéndose un total de 13 aeronaves, y los entrenadores T-34B fueron finalmente reemplazados por completo en toda la Fuerza Aérea.

### sigloXXI
En 2020 el gobierno uruguayo compró a España 2 aviones de reabastecimiento KC-130 Hercules.
En 2024 se compraron 6 aviones de combate A-29 Super Tucano con opción de comprar otros 5 más, para reemplazar los antiguos Cessna A-37 Dragonfly inoperativos, siendo la primera compra de aviones de combate que realiza el gobierno uruguayo desde 1981. En 2025 también se compró los 5 opcionales.

## Inspectores Generales y Comandantes en Jefe
| Inspectores Generales | Inspectores Generales                          | Inspectores Generales | Inspectores Generales |
| --------------------- | ---------------------------------------------- | --------------------- | --------------------- |
| N.°                   | Inspector General de la Fuerza Aérea Uruguaya  | Asunción              | Relevo                |
| 1                     | Medardo Farías                                 | 1953                  | 1955                  |
| 2                     | Hernán Barú                                    | 1955                  | 1957                  |
| 3                     | Gualberto Trelles                              | 1957                  | 1959                  |
| 4                     | Conrado Sáez                                   | 1959                  | 1966                  |
| 5                     | Remo Laporta                                   | 1966                  | 1967                  |
| 6                     | Danilo Sena                                    | 1967                  | 1969                  |
| Comandantes en Jefe   |                                                |                       |                       |
| N.°                   | Comandante en Jefe de la Fuerza Aérea Uruguaya | Asunción              | Relevo                |
| 1                     | Danilo Sena                                    | 1970                  | 1970                  |
| 2                     | José Pérez Caldas                              | 1970                  | 1974                  |
| 3                     | Dante Paladini                                 | 1974                  | 1978                  |
| 4                     | Rául Bendahan                                  | 1978                  | 1981                  |
| 5                     | José D. Cardozo                                | 1981                  | 1982                  |
| 6                     | Manuel E. Buadas                               | 1982                  | 1985                  |
| 7                     | Fernando Arbe                                  | 1985                  | 1990                  |
| 8                     | Julio Loureiro                                 | 1990                  | 1990                  |
| 9                     | Carlos P. Pache                                | 1990                  | 1994                  |
| 10                    | Raúl Sampedro                                  | 1994                  | 1995                  |
| 11                    | Miguel A. Suñol                                | 1995                  | 1999                  |
| 12                    | José Pedro Malaquín                            | 1999                  | 2004                  |
| 13                    | Enrique Bonelli                                | 2004                  | 2009                  |
| 14                    | José Bonilla                                   | 2009                  | 2010                  |
| 15                    | Washington Martínez                            | 2010                  | 2015                  |
| 16                    | Alberto Zanelli                                | 2015                  | 2019                  |
| 17                    | Hugo Marenco                                   | 2019                  | 2020                  |
| 18                    | Luis Heber de León                             | 2020                  | 2025                  |
| 19                    | Fernando Colina Alsinet                        | 2025                  | -                     |

## Organización

### Comandos Aéreos
Tras la nueva reglamentación de la Estructura Orgánica de la Fuerza Aérea mediante el Decreto N.º 177/994 del Poder Ejecutivo, la Fuerza Aérea Uruguaya se encuentra organizada y compuesta por el Comando General de la Fuerza Aérea, el Comando Aéreo de Operaciones, el Comando Aéreo de Personal y el Comando Aéreo Logístico. Aunque no es estrictamente un Comando, la Dirección Nacional de Aviación Civil e Infraestructura Aeronáutica (DINACIA), autoridad aeronáutica civil (AAC) de Uruguay, es liderada por un Brigadier General, al igual que los Comandos Aéreos.

### Brigadas Aéreas
También cuenta con la Brigada Aérea I, II y III. La Brigada Aérea I se encuentra en el Aeropuerto Internacional de Carrasco y es el asiento de los Escuadrones Aéreos N.° 3 (Transporte), N.° 5 (Helicópteros) y N.º 7 (Observación y Enlace). La Brigada Aérea II, sede de la Base Aérea "Tte. 2. ° Mario Walter Parallada" que se ubica dentro del Aeropuerto Internacional de Santa Bernardina en Durazno, es la base del Escuadrón Aéreo N. ° 2 (Caza), el Escuadrón de Vuelo Avanzado y el Escuadrón de Enlace, mientras que la Brigada Aérea III, asentada en la Base Aérea "Cap. Juan Manuel Boiso Lanza" en Montevideo, alberga al Escuadrón de Policía Aérea Nacional, a la Compañía de Operaciones Especiales, y a la Policía Militar.

### Institutos de Formación
La Fuerza Aérea cuenta con tres institutos de formación; la Escuela Militar de Aeronáutica (EMA), para la formación de su Personal Superior, la Escuela Técnica de Aeronáutica (ETA), para la formación de todo su Personal Subalterno y la Escuela de Comando y Estado Mayor Aéreo (ECEMA), para el perfeccionamiento del Personal Superior mediante cursos de Comando, administración, tecnología y defensa nacional.

### Aeródromos, Bases Aéreas e Instalaciones
- Base Aérea "Cap. Juan Manuel Boiso Lanza" (SUBL)
- Base Aérea "Tte. 2. ° Mario Walter Parallada" (SUDU)
- Base Aérea "Gral. Cesáreo Leonardo Berisso" (SUMU)
- Base Aérea "Gral. Artigas" (SUGA)
- Aeródromo "La Calera" (SUCL)
- Aeródromo "La Carolina" (SUCR)
- Polígono de Tiro Aire-Tierra "La Carolina"
- Estación de Radar en Santa Clara de Olimar

### Grados Militares
| Oficiales generales | Oficiales generales | Oficiales superiores | Oficiales jefes  | Oficiales jefes | Oficiales subalternos | Oficiales subalternos | Oficiales subalternos | Oficiales subalternos |
| General del Aire    | Brigadier general   | Coronel              | Teniente coronel | Mayor           | Capitán               | Teniente primero      | Teniente segundo      | Alférez               |
| ------------------- | ------------------- | -------------------- | ---------------- | --------------- | --------------------- | --------------------- | --------------------- | --------------------- |
|                     |                     |                      |                  |                 |                       |                       |                       |                       |

| Supervisor Aerotécnico (Suboficial Mayor) | Instructor Aerotécnico (Sargento 1.°) | Aerotécnico Principal (Sargento) | Aerotécnico de Primera (Cabo 1.°) | Aerotécnico de Segunda (Cabo 2.°) | Soldado de Primera |
| ----------------------------------------- | ------------------------------------- | -------------------------------- | --------------------------------- | --------------------------------- | ------------------ |

## Aeronaves
| Combate                     | Combate         | Combate                   | Combate                   | Combate                        | Combate                                                                                       | Combate |
| Aeronave                    | Origen          | Tipo                      | Variante                  | Flota                          | Unidad                                                                                        | Foto    |
| --------------------------- | --------------- | ------------------------- | ------------------------- | ------------------------------ | --------------------------------------------------------------------------------------------- | ------- |
| A-29 Super Tucano           | Brasil          | Ataque                    | A-29                      | 6 pedidos (2 llegaran en 2025) | Escuadrón Aéreo N.° 2 (Caza)                                                                  |         |
| Cessna A-37B Dragonfly      | Estados Unidos  | Ataque                    | A-37B                     | 2 (en 2025).                   | Escuadrón Aéreo N.° 2 (Caza)                                                                  |         |
| Entrenamiento               |                 |                           |                           |                                |                                                                                               |         |
| Aeronave                    | Origen          | Tipo                      | Variante                  | Flota                          | Unidad                                                                                        | Foto    |
| Aermacchi SF.260            | Italia          | Entrenador Básico         | T-260EU                   | 12                             | Escuadrón de Vuelo Básico                                                                     |         |
| Pilatus PC-7 Turbo Trainer  | Suiza           | Entrenador Avanzado       | PC-7U                     | 5                              | Escuadrón de Vuelo Avanzado                                                                   |         |
| Piper PA-18                 | Estados Unidos  | Remolcador de planeadores | U-21                      | 1                              | Escuadrón de Vuelo Básico                                                                     |         |
| LET L-13 Blanik             | República Checa | Planeador                 | L-13                      | 1                              | Escuadrón de Vuelo Básico                                                                     |         |
| Transporte                  |                 |                           |                           |                                |                                                                                               |         |
| Aeronave                    | Origen          | Tipo                      | Variante                  | Flota                          | Unidad                                                                                        | Foto    |
| Lockheed C-130 Hercules     | Estados Unidos  | Transporte/Cisterna       | KC-130H                   | 2                              | Escuadrón Aéreo N.º 3 (Transporte)                                                            |         |
| CASA C-212 Aviocar          | España          | Transporte                | 3 C-212-200 2 C-212-300MP | 5                              | Escuadrón Aéreo N.º 3 (Transporte)                                                            |         |
| Embraer EMB 120 Brasilia    | Brasil          | Transporte                | C-120ER                   | 2                              | Escuadrón Aéreo N.º 3 (Transporte)                                                            |         |
| Cessna 310                  | Estados Unidos  | Utilitario                | C-310L                    | 1                              | Instituto de Adiestramiento Aeronáutico                                                       |         |
| Observación y Enlace        |                 |                           |                           |                                |                                                                                               |         |
| Aeronave                    | Origen          | Tipo                      | Variante                  | Flota                          | Unidad                                                                                        | Foto    |
| Cessna 206                  | Estados Unidos  | Utilitario                | U-206H                    | 10                             | Escuadrón de Enlace y Escuadrón Aéreo N.º 7 (Observación y Enlace)                            |         |
| Beechcraft Baron            | Estados Unidos  | Utilitario                | UB-55, UB-58              | 3 (1 UB-55, 2 UB-58            | Escuadrón Aéreo N.º 7 (Observación y Enlace), Escuadrón de Enlace y Escuadrón de Vuelo Básico |         |
| Búsqueda y Rescate          |                 |                           |                           |                                |                                                                                               |         |
| Aeronave                    | Origen          | Tipo                      | Variante                  | Flota                          | Unidad                                                                                        | Foto    |
| Aerospatiale AS 365 Dauphin | Francia         | Utilitario                | AS-365N2                  | 2                              | Escuadrón Aéreo N.º 5 (Helicópteros)                                                          |         |
| Bell 212 Twin Huey          | Estados Unidos  | Utilitario                | B-212                     | 5                              | Escuadrón Aéreo N.º 5 (Helicópteros)                                                          |         |
| Bell UH-1 Iroquois          | Estados Unidos  | Utilitario                | UH-1H-BF                  | 4                              | Escuadrón Aéreo N.º 5 (Helicópteros)                                                          |         |
| Chequeo de Radioayudas      |                 |                           |                           |                                |                                                                                               |         |
| Aeronave                    | Origen          | Tipo                      | Variante                  | Flota                          | Unidad                                                                                        | Foto    |
| Beechcraft Queen Air        | Estados Unidos  | Transporte                | A-65                      | 1                              | Instituto de Adiestramiento Aeronáutico                                                       |         |
| Exhibición                  |                 |                           |                           |                                |                                                                                               |         |
| Aeronave                    | Origen          | Tipo                      | Variante                  | Flota                          | Unidad                                                                                        | Foto    |
| North American T-6 Texan    | Estados Unidos  | Exhibición                | AT-6D                     | 1                              | Museo Aeronáutico                                                                             |         |

## Museo Aeronáutico
El Museo Aeronáutico "Coronel (Aviador) Jaime Meregalli", ubicado junto al Aeropuerto Internacional de Carrasco, cuenta con un edificio dedicado a la aeronáutica civil nacional e internacional, y un segundo edificio dedicado a la aeronáutica militar y naval nacional. Dentro del predio del museo también se encuentra un hangar, en donde se encuentran aeronaves que prestaron servicios en la Fuerza Aérea Uruguaya y la Armada Nacional, junto a otras que volaron como parte de la aeronáutica civil. Entre todas ellas se encuentran Lockheed F-80 Shooting Star, Lockheed T-33, Cessna A-37B Dragonfly, North American T-6 Texan, IA-58 Pucara, North American B-25 Mitchell o Grumman S-2 Tracker. Además, se pueden encontrar objetos personales de los pioneros de la aviación nacional, insignias y también uniformes militares. El museo, aunque ha variado su ubicación, se encuentra abierto al público desde el 14 de enero de 1967, y desde el 17 de marzo de 1993, lleva el nombre del Coronel Jaime Meregalli, su fundador original.

## Accidentes
La siguiente es una lista de los principales accidentes aéreos que involucran a la Fuerza Aérea Uruguaya.
- El 30 de abril de 1970, un Fairchild C-123 Provider (54-589) de la Fuerza Aérea de los Estados Unidos que se había trasladado hacia Uruguay desde la Base Aérea de Howard en la Zona del Canal de Panamá, se accidentó en las inmediaciones del Aeródromo Militar "Tte. 2.° Mario W. Parallada" en Santa Bernardina, Durazno, con 13 oficiales de la Fuerza Aérea Uruguaya a bordo, durante un vuelo de demostración. El número total de 17 fallecidos incluyó a la totalidad de la tripulación estadounidense y al Jefe de la Brigada Aérea II de la Fuerza Aérea Uruguaya, Coronel (Piloto Aviador Militar) Américo González Batista.[37]
- El 13 de octubre de 1972, el Vuelo 571 del Transporte Aéreo Militar Uruguayo (TAMU) de la Fuerza Aérea Uruguaya, un vuelo chárter de un Fairchild Hiller FH-227D matriculado como FAU 571, que llevaba consigo al grupo de jugadores de rugby uruguayos Old Christians, conformado por exalumnos del colegio Stella Maris desde Uruguay a Santiago, Chile, se estrelló en la cordillera de los Andes a causa de un vuelo controlado contra el terreno, falleciendo inicialmente 29 de las 45 personas en el avión, incluyendo a los 5 tripulantes. Finalmente, 16 sobrevivientes fueron rescatados el 23 de diciembre de 1972, luego de 72 días en los Andes.[38]
- El 10 de febrero de 1978, un Douglas C-47A Skytrain matriculado en la Fuerza Aérea Uruguaya como FAU 511, se estrelló poco después de despegar del Aeropuerto de Artigas, con destino el Aeropuerto Internacional de Carrasco, realizando un vuelo transporte de pasajeros al servicio del Transporte Aéreo Militar Uruguayo (TAMU). En el accidente fallecieron sus 44 ocupantes, conformados por 6 tripulantes y 38 pasajeros. Es hasta la actualidad el peor accidente en la historia de la aviación uruguaya, y el segundo alguna vez ocurrido en el territorio de Uruguay, solo superado en cantidad de víctimas por el Vuelo 2553 de Austral Líneas Aéreas en Fray Bentos, el 10 de octubre de 1997.[39]
- El 9 de octubre de 2009, un CASA C-212 Aviocar, matriculado en la Fuerza Aérea Uruguaya como FAU 531 y que formaba parte de la misión MINUSTAH de la ONU como UN-146, se accidentó mientras se encontraba realizando una misión de reconocimiento en la zona sur de Haití, cuando sobrevolaba la localidad de Ganthier. Los restos de la aeronave fueron localizados desde el aire, por otro avión que fue enviado.[40] En el accidente fallecieron 11 militares, 6 uruguayos y 5 jordanos.[41][42][43]
- El 12 de agosto de 2016, un Cessna A-37B Dragonfly de la Fuerza Aérea Uruguaya, matriculado como FAU 273, resultó destruido mientras se encontraba realizando una misión de entrenamiento. Sus dos tripulantes fallecieron, y toda la flota de aeronaves A-37B fue brevemente puesta en tierra. A raíz de la total destrucción de la aeronave, la causa del accidente no pudo ser determinada.[44]
- El 16 de agosto de 2016, pocos días después del accidente del A-37B matrícula FAU 273, un helicóptero Bell UH-1H Iroquois, matriculado como FAU 055, se estrelló en el Aeropuerto Internacional de Carrasco durante un entrenamiento de maniobras de autorotación. Sus dos tripulantes fallecieron, posteriormente, en el Hospital Policial de Montevideo.
- El 2 de febrero de 2018, una aeronave Cessna T-41D Mescalero de la Fuerza Aérea Uruguaya, matriculada como FAU 603, debió realizar un amerizaje de emergencia, tras sufrir una pérdida total de potencia sobre la playa Mansa en Punta del Este, Maldonado. Sus tres ocupantes resultaron con heridas leves y la aeronave, último de su tipo en servicio en Uruguay, fue recuperada, pero no volvió a volar.
- El 25 de marzo de 2021, un helicóptero Bell 212 de la Fuerza Aérea Uruguaya, matriculado como FAU 030, debió realizar un violento aterrizaje de emergencia en Rocha, Uruguay, tras sufrir una falla mecánica en vuelo, cuando se encontraba próximo al kilómetro 184 de la Ruta N.º 9. La tripulación sufrió heridas leves, evacuando la aeronave por sus propios medios. Posteriormente, la misma se incendió, perdiéndose no solo el cargamento de dosis de vacunas de Pfizer que eran trasladadas, sino que también al helicóptero, que había sido el utilizado para el histórico rescate de cinco personas atrapadas en la azotea del Palacio de la Luz, durante el incendio que este edificio sufrió en 1993.[45]